# Гольц Наталія Юріївна
Наталія Юріївна Гольц (рос. Наталья Юрьевна Гольц; нар. 22 серпня 1985, Мончегорськ, Мурманська область) — російська борчиня вільного стилю, учасниця олімпійських ігор, шестиразова призерка чемпіонатів світу, п'ятиразова чемпіонка Європи. Заслужений майстер спорту Росії.

## Біографія
Займатися боротьбою почала з 10 років у Чебоксарах, куди переїхали її батьки. Перший тренер: Ананьєв В. Н.  Особисті тренери: Омар Муртазалієв, Валерій Верхушин.
У 2004 році Наталія Гольц разом зі своїм особистим тренером Валерієм Верхушиним покинула тренувальний табір, де національна збірна готувалася до чемпіонату Європи, останньому відбірному старту перед Олімпійськими іграми. Причина — розбіжності тренера з керівництвом збірної. Через це її відрахували зі збірної і вона не змогла взяти участь в Олімпійських іграх 2004 року в Афінах, де мала хороші шанси вибороти медаль.

## Спортивні результати на міжнародних змаганнях

### Виступи на Олімпіадах
| Змагання                    | Збірна | Вагова категорія          | Місце |
| --------------------------- | ------ | ------------------------- | ----- |
| Літні Олімпійські ігри 2008 | Росія  | жіноча боротьба, до 55 кг | 8     |

### Виступи на Чемпіонатах світу
#ЗНАЧ! 

| Змагання                        | Збірна | Вагова категорія          | Місце  |
| ------------------------------- | ------ | ------------------------- | ------ |
| Чемпіонат світу з боротьби 2002 | Росія  | жіноча боротьба, до 51 кг | Бронза |
| Чемпіонат світу з боротьби 2003 | Росія  | жіноча боротьба, до 55 кг | Бронза |
| Чемпіонат світу з боротьби 2005 | Росія  | жіноча боротьба, до 55 кг | Бронза |
| Чемпіонат світу з боротьби 2006 | Росія  | жіноча боротьба, до 55 кг | 5      |
| Чемпіонат світу з боротьби 2007 | Росія  | жіноча боротьба, до 55 кг | Бронза |
| Чемпіонат світу з боротьби 2008 | Росія  | жіноча боротьба, до 59 кг | Срібло |
| Чемпіонат світу з боротьби 2009 | Росія  | жіноча боротьба, до 55 кг | 19     |
| Чемпіонат світу з боротьби 2014 | Росія  | жіноча боротьба, до 60 кг | Бронза |
| Чемпіонат світу з боротьби 2015 | Росія  | жіноча боротьба, до 58 кг | 26     |

### Виступи на Чемпіонатах Європи
| Змагання                         | Збірна | Вагова категорія          | Місце  |
| -------------------------------- | ------ | ------------------------- | ------ |
| Чемпіонат Європи з боротьби 2003 | Росія  | жіноча боротьба, до 55 кг | Золото |
| Чемпіонат Європи з боротьби 2005 | Росія  | жіноча боротьба, до 55 кг | Золото |
| Чемпіонат Європи з боротьби 2006 | Росія  | жіноча боротьба, до 55 кг | Золото |
| Чемпіонат Європи з боротьби 2007 | Росія  | жіноча боротьба, до 55 кг | Золото |
| Чемпіонат Європи з боротьби 2008 | Росія  | жіноча боротьба, до 55 кг | Золото |
| Чемпіонат Європи з боротьби 2010 | Росія  | жіноча боротьба, до 55 кг | Срібло |

### Виступи на Кубках світу
| Змагання                    | Збірна | Вагова категорія          | Місце  |
| --------------------------- | ------ | ------------------------- | ------ |
| Кубок світу з боротьби 2002 | Росія  | жіноча боротьба, до 51 кг | Золото |
| Кубок світу з боротьби 2003 | Росія  | жіноча боротьба, до 55 кг | Бронза |
| Кубок світу з боротьби 2005 | Росія  | жіноча боротьба, до 55 кг | Срібло |

### Виступи на інших змаганнях
| Змагання                                                         | Збірна | Вагова категорія          | Місце  |
| ---------------------------------------------------------------- | ------ | ------------------------- | ------ |
| Klippan Lady Open 2003                                           | Росія  | жіноча боротьба, до 55 кг | Срібло |
| Klippan Lady Open 2004                                           | Росія  | жіноча боротьба, до 55 кг | Золото |
| Klippan Lady Open 2006                                           | Росія  | жіноча боротьба, до 55 кг | Золото |
| Гран-прі «Іван Яригін» 2009                                      | Росія  | жіноча боротьба, до 55 кг | Срібло |
| Гран-прі Німеччини з боротьби 2009                               | Росія  | жіноча боротьба, до 55 кг | Срібло |
| Золотий Гран-прі з боротьби 2010 (Красноярськ)                   | Росія  | жіноча боротьба, до 55 кг | Золото |
| Золотий Гран-прі з боротьби 2012 (Кліппан )                      | Росія  | жіноча боротьба, до 59 кг | 8      |
| Відкритий чемпіонат Польщі з боротьби 2012                       | Росія  | жіноча боротьба, до 59 кг | Срібло |
| Гран-прі Іспанії з боротьби 2012                                 | Росія  | жіноча боротьба, до 59 кг | Бронза |
| Гран-прі Німеччини з боротьби 2014                               | Росія  | жіноча боротьба, до 58 кг | Бронза |
| Гран-прі Іспанії з боротьби 2014                                 | Росія  | жіноча боротьба, до 58 кг | Золото |
| Відкритий чемпіонат Польщі з боротьби 2014                       | Росія  | жіноча боротьба, до 60 кг | Бронза |
| Відкритий кубок Росії з боротьби 2014                            | Росія  | жіноча боротьба, до 60 кг | Золото |
| Кубок Алроси 2015                                                | Росія  | жіноча боротьба, до 58 кг | Золото |
| Олімпійський кваліфікаційний турнір з боротьби 2016 (Улан-Батор) | Росія  | жіноча боротьба, до 58 кг | Бронза |
| Чемпіонат Росії з боротьби 2016                                  | Росія  | жіноча боротьба, до 58 кг | Срібло |
| Гран-прі Іспанії з боротьби 2016                                 | Росія  | жіноча боротьба, до 58 кг | Бронза |
| Кубок Європейських націй 2016                                    | Росія  | команда                   | Золото |

### Виступи на змаганнях молодших вікових груп
| Змагання                                       | Збірна | Вагова категорія          | Місце  |
| ---------------------------------------------- | ------ | ------------------------- | ------ |
| Чемпіонат світу з боротьби серед кадетів 1998  | Росія  | жіноча боротьба, до 38 кг | Золото |
| Чемпіонат Європи з боротьби серед кадетів 2000 | Росія  | жіноча боротьба, до 46 кг | Золото |
| Чемпіонат Європи з боротьби серед кадетів 2001 | Росія  | жіноча боротьба, до 49 кг | Золото |
| Чемпіонат Європи з боротьби серед кадетів 2002 | Росія  | жіноча боротьба, до 52 кг | Золото |

## Інші титули
На двох чемпіонатах Європи Наталію визнавали найкрасивішою дівчиною змагань.